# Слуги правосудия
«Слуги правосудия» (англ. Ancillary Justice) — дебютный научно-фантастический роман американской писательницы Энн Леки, впервые опубликованный в октябре 2013 года. Роман был удостоен ряда престижных наград, включая премии Хьюго, Небьюла и Локус. Роман открывает цикл под названием «Империя Радч» (англ. Imperial Radch), в который входит ещё 2 романа.

## Сюжет
Действие романа происходит в далёком будущем. Почти все колонии Земли, о существовании которой практически забыто, объединены в империю под названием Радч, управляемую Анаандер Мианаай. Военные корабли будущего управляются офицерами, а для остальных работ используются тела преступников («ancillaries»), у которых полностью стёрта личность, вместо которой загружена копия искусственного интеллекта корабля. Все тела постоянно находятся в подключении с бортовым компьютером, управляясь им. Однако каждое тело сохраняет некоторую индивидуальность и даже приобретает ряд привычек.
Главная героиня романа была частью корабля «Правосудие Торена», но он был уничтожен, и выжило только одно тело с кодовым номером 1-Эск-19. Сейчас она использует имя Брек. При этом в языке отсутствует различия по полу: Брек для всех использует женское местоимение и с трудом понимает разницу между мужчинами и женщинами. В ходе повествования Брек пытается выяснить, кто виноват в гибели корабля.

## Награды и номинации
Награды
- 2013: Небьюла, номинация «Лучший роман»[2]
- 2013: Китчис, номинация «Золотое щупальце (дебютный роман)»[2]
- 2014: Премия Британской ассоциации научной фантастики, номинация «Лучший роман»[2]
- 2014: Премия Артура Ч. Кларка, номинация «Лучший роман»[2]
- 2014: Хьюго, номинация «Лучший роман»[2]
- 2014: Локус, номинация «Лучший дебютный роман»[2]

Номинации
- 2013: Премия Джеймса Типтри[2]
- 2014: Премия Филипа К. Дика, номинация «Лучшая НФ-книга в США»[2]
- 2014: Мемориальная премия Комптона Крука / Compton Crook/Stephen Tall Memorial Award, 2014 // Дебютный роман[2]
- 2014: Мемориальная премия Джона Кэмпбелла, номинация «Лучший НФ-роман»[2]
- 2014: Британская премия фэнтези, Премия им. Сиднея Дж. Баундса лучшему дебютанту[2]